# Jônatas Serrano
Jônatas Serrano (Rio de Janeiro, 6 de maio de 1885 — , 17 de outubro de 1944) foi um professor, historiador e pedagogo brasileiro.

## Biografia
Filho do capitão-de-mar-e-guerra Frederico Guilherme de Souza Serrano, senador da República pelo estado de Pernambuco e de sua esposa, Ignez da Silveira Serrano.
Tendo estudado no Colégio Pedro II, formou-se (1907) em ciências jurídicas e sociais pela então Faculdade Livre de Ciências Jurídicas e Sociais do Rio de Janeiro, atual Faculdade Nacional de Direito da Universidade Federal do Rio de Janeiro. Obteve a medalha de ouro, grande prêmio, por haver obtido distinção em todas as matérias do curso.
Foi eleito membro do Instituto Histórico e Geográfico Brasileiro em 25 de maio de 1919, chegando a participar da sua Diretoria. Exerceu o magistério de História da Civilização, principalmente no Colégio Pedro II (onde alcançou o 1º lugar no concurso de provas, realizado em 1926) e na Escola Normal do antigo Distrito Federal, da qual foi diretor, entre 1927 e 1928. De 1928 a 1930, foi subdiretor técnico da Instrução Pública no Distrito Federal.
Integrou o Conselho Nacional de Educação e a Comissão Nacional do Livro Didático. Foi membro do Conselho de Instrução Pública do Estado do Rio de Janeiro e do Conselho de Educação do Distrito Federal. Como representante do Ministério da Educação, foi membro da Comissão Nacional de Censura Cinematográfica.
A sua atuação pautou-se na busca da conciliação entre os princípios fundamentais da fé católica e as novas ideias da Pedagogia, conforme expôs em sua obra "Escola Nova" (1932), fruto de suas vivências no magistério.
Foi membro do Centro Dom Vital do Rio de Janeiro tendo escrito diversos artigos na Revista "A Ordem" publicado pelo mesmo Centro.
Publicou o artigo "O Clero e a República" (In CARDOSO, Vicente Licínio (Org.). À margem da história da República. Recife: Fundação Joaquim Nabuco; Editora Massangana, 1990. pp. 69-77) no qual discorre sobre a relação entre a Igreja Católica e o emergente Estado Republicano.

## Obras
- Risos e lágrimas (1907);
- Coração (1913);
- Epítome de História Universal (1913);
- Filosofia do Direito (1920);
- Júlio Maria (1924);
- O movimento corporativo na França medieval e a ideia da Independência na América (1926);
- Cinema e educação (1930);
- Como se ensina história (1930);
- Homens e ideias (1930);
- História do Brasil (1931);
- A montanha de Cristo (1931);
- Epítome de História do Brasil (1931);
- Escola Nova (1932);
- História da Civilização (1933-1937, 5 vols.);
- Deus o quer! (1934);
- Farias Brito: O Homem e a Obra (1939);
- História da Filosofia (1944).